# Ad Calendas Graecas
Ad Calendas Graecas (ad Kalendas Graecas) — латинський крилатий вислів. Перекладається до грецьких календ. Відповідає «після дощику в четвер», «коли рак свисне», «на турецький Великдень», «на китайську Пасху» та ін.
Календами стародавні римляни називали перший день кожного місяця (наприклад 1 вересня — вересневі календи і т. д.). У греків такого поняття не було. Тому вираз вживають, відкладаючи щось на невизначений термін або назавжди, а також висловлюючи сумнів, що подія коли-небудь відбудеться.
Згідно зі Светонієм («Життя дванадцяти цезарів». Божественний Август, 87), вираз любив повторювати імператор Август, кажучи про неспроможних боржників, здатних повернути гроші лише до грецьких календ (у римлян було заведено виплачувати борги в перший день місяця).
Приклади:
Суд досі не розібрався у справі: вирок піде в найближчі «грецькі календи»